# Hoplocephalus
Hoplocephalus – rodzaj jadowitych węży z rodziny zdradnicowatych (Elapidae).

## Zasięg występowania
Rodzaj obejmuje gatunki występujące w Australii.

## Systematyka

### Etymologia
Hoplocephalus: gr. ὁπλον hoplon „broń, zbroja”; κεφαλος -kephalos „-głowy”, od κεφαλη  kephalē „głowa”.

### Podział systematyczny
Do rodzaju należą następujące gatunki:
- Hoplocephalus bitorquatus (Jan, 1859)
- Hoplocephalus bungaroides (Schlegel, 1837)
- Hoplocephalus stephensii Krefft, 1869